# Casa Douglas (Harbor Springs)
La Casa de James y Jean Douglas House (o simplemente Casa Douglas) es una residencia ubicada en 3490 South Lake Shore Drive en la orilla del lago Míchigan en Friendship Township cerca de Harbor Springs, en el estado de Míchigan (Estados Unidos).

## Historia
En 1965, el arquitecto Richard Meier recibió el encargo de diseñar la Casa Frederick J. Smith en Darien. Esta se completó en 1967 y apareció en la portada de una revista, donde fue vista por James y Jean Douglas de Grand Rapids. Los Douglas contactaron a Meier y le pidieron que creara un diseño similar en el norte de Míchigan. La planificación de la casa comenzó en 1971; la ubicación original elegida estaba dentro de una comunidad cerrada de lujo. Sin embargo, el color blanco del diseño de Meier fue rechazado por la comunidad. En lugar de comprometerse con el color, los Douglas encontraron otro lote, casi imposible de construir debido a su fuerte pendiente.
Con una nueva ubicación elegida, comenzó la construcción y se completó en 1973 después de un período de construcción de tres años. Cuando Meier amueblaba la casa para sus clientes, Jim y Jean Douglas, él mismo diseñó algunos de los muebles y también utilizó diseños de Le Corbusier y Mies van der Rohe.
En 2007, el American Institute of Architects incluyó a la Casa Douglas como una de las 150 mejores estructuras en su lista de America's Favorite Architecture.
En 2016, la Casa Douglas se agregó al Registro Nacional de Lugares Históricos. La casa ha permanecido intacta, sin adiciones ni modificaciones a la estructura física, y sin cambios en los usos o diseños de las habitaciones.

## Descripción
La Casa Douglas está ubicada en una ladera muy empinada con vista al lago. Es una estructura moderna de cuatro pisos, de color blanco brillante, con un techo plano revestido con madera roja. La forma general de la casa es un gran rectángulo colocado de punta. La pared trasera, que da al lago, hace un uso extensivo del vidrio para despejar la vista al máximo. La casa está construida de secoya y es en su mayor parte blanca. La cimentación consiste en una serie de pilotes clavados en la tierra.
La entrada en el lado de la tierra de la casa está en el último piso, a través de un puente. Las escaleras se ubicaron en las esquinas de la estructura para que no bloquearan las vistas ni la luz diurna. El cuarto piso sirve como entrada a la casa desde el puente y contiene un gran espacio de terraza exterior; otro espacio de cubierta más pequeño está por encima del cuarto piso. A continuación, en el tercer piso hay tres dormitorios, un baño completo y un escritorio de trabajo empotrado abierto con vista a la sala de estar del segundo piso. En el segundo piso están la sala de estar, un bar húmedo y el dormitorio principal. En el primero están el comedor, cocina, lavandería y otro dormitorio con baño completo. Un subnivel debajo del primer piso sirve como punto de servicios de agua/electricidad y de almacenamiento.